# Aziatisch kampioenschap voetbal onder 19 - 2012
De Aziatisch kampioenschap voetbal onder 19 van 2012 was de 37ste editie van het AFC Jeugdkampioenschap voetbal dat werd gehouden van 1 november 2012 tot en met 17 november 2012 in de Verenigde Arabische Emiraten De top 4 van dit toernooi plaatste zich voor het Wereldkampioenschap voetbal onder 20 - 2013 in Turkije.

## Gekwalificeerde landen
- Australië
- China
- Iran
- Irak

- Japan
- Jordanië
- Koeweit
- Noord-Korea

- Qatar
- Saoedi-Arabië
- Zuid-Korea
- Syrië

- Thailand
- Verenigde Arabische Emiraten
- Oezbekistan
- Vietnam

## Loting
De loting voor de eindronde vond plaats op 13 mei 2012 in  Dubai, Verenigde Arabische Emiraten.
| Pot 1 (Gastland & Groepshoofden)                              | Pot 2                                 | Pot 3                       | Pot 4                       |
| ------------------------------------------------------------- | ------------------------------------- | --------------------------- | --------------------------- |
| Verenigde Arabische Emiraten Noord-Korea Australië Zuid-Korea | Saoedi-Arabië Japan Oezbekistan China | Syrië Iran Vietnam Thailand | Jordanië Irak Qatar Koeweit |

## Groepsfase

### Groep A
| Team    | AW | Gw | G | V | DV | DT | DS | Pnt |
| ------- | -- | -- | - | - | -- | -- | -- | --- |
| Iran    | 3  | 2  | 1 | 0 | 9  | 1  | +8 | 7   |
| Japan   | 3  | 1  | 1 | 1 | 1  | 2  | −1 | 4   |
| V.A.E.  | 3  | 0  | 3 | 0 | 2  | 2  | 0  | 3   |
| Koeweit | 3  | 0  | 1 | 2 | 1  | 8  | −7 | 1   |

### Groep B
| Team       | AW | Gw | G | V | DV | DT | DS | Pnt |
| ---------- | -- | -- | - | - | -- | -- | -- | --- |
| Irak       | 3  | 2  | 1 | 0 | 5  | 1  | +4 | 7   |
| Zuid-Korea | 3  | 2  | 1 | 0 | 3  | 1  | +2 | 7   |
| Thailand   | 3  | 1  | 0 | 2 | 3  | 6  | –3 | 3   |
| China      | 3  | 0  | 0 | 3 | 2  | 5  | −3 | 0   |

### Groep C
| Team        | AW | Gw | G | V | DV | DT | DS  | Pnt |
| ----------- | -- | -- | - | - | -- | -- | --- | --- |
| Oezbekistan | 3  | 2  | 1 | 0 | 8  | 2  | +6  | 7   |
| Jordanië    | 3  | 1  | 2 | 0 | 8  | 5  | +3  | 5   |
| Noord-Korea | 3  | 1  | 1 | 1 | 6  | 3  | +3  | 4   |
| Vietnam     | 3  | 0  | 0 | 3 | 2  | 14 | −12 | 0   |

### Groep D
| Team          | AW | Gw | G | V | DV | DT | DS | Pnt |
| ------------- | -- | -- | - | - | -- | -- | -- | --- |
| Australië     | 3  | 1  | 2 | 0 | 3  | 2  | +1 | 5   |
| Syrië         | 3  | 1  | 1 | 1 | 7  | 4  | +3 | 4   |
| Saoedi-Arabië | 3  | 1  | 1 | 1 | 6  | 8  | −2 | 4   |
| Qatar         | 3  | 1  | 0 | 2 | 4  | 6  | −2 | 3   |

## Knock-outfase

### Kwartfinales
|                        |                              |         |                              |                                                                                        |
| 11 november 2012 15:00 | Oezbekistan                  | 2 – 2   | Syrië                        | Fujairah Club Stadium, Fujairah Toeschouwers: 2.000 Scheidsrechter: Malik Abdul Bashir |
| 11 november 2012 15:00 | Sergeev 44' Tashpulatov 76'  | Verslag | Mido 38' Maowas 45+2' (pen.) | Fujairah Club Stadium, Fujairah Toeschouwers: 2.000 Scheidsrechter: Malik Abdul Bashir |
| 11 november 2012 15:00 | Strafschoppen                |         |                              | Fujairah Club Stadium, Fujairah Toeschouwers: 2.000 Scheidsrechter: Malik Abdul Bashir |
| 11 november 2012 15:00 | Kozak Sabirkhodjaev Khakimov | 3 – 0   | Alkaddour Almbayed Almawas   | Fujairah Club Stadium, Fujairah Toeschouwers: 2.000 Scheidsrechter: Malik Abdul Bashir |

|                        |                 |         |                                                                               |                                                                                     |
| 11 november 2012 17:00 | Iran            | 1 – 4   | Zuid-Korea                                                                    | Emirates Club Stadium, Ras al-Khaimah Toeschouwers: 387 Scheidsrechter: Minoru Tojo |
| 11 november 2012 17:00 | Jahanbakhsh 29' | Verslag | Moon Chang-Jin 2' Lee Gwang-Hoon 49' Kim Seung-Joon 81' Kwon Chang-hoon 90+5' | Emirates Club Stadium, Ras al-Khaimah Toeschouwers: 387 Scheidsrechter: Minoru Tojo |

|                        |                       |         |          |                                                                                     |
| 11 november 2012 19:00 | Australië             | 3 – 0   | Jordanië | Fujairah Club Stadium, Fujairah Toeschouwers: 2.500 Scheidsrechter: Alireza Faghani |
| 11 november 2012 19:00 | Gameiro 10', 55', 83' | Verslag |          | Fujairah Club Stadium, Fujairah Toeschouwers: 2.500 Scheidsrechter: Alireza Faghani |

|                        |                       |         |            |                                                                                         |
| 11 november 2012 21:00 | Irak                  | 2 – 1   | Japan      | Emirates Club Stadium, Ras al-Khaimah Toeschouwers: 814 Scheidsrechter: Ravshan Irmatov |
| 11 november 2012 21:00 | Shwkan 34' Kadhim 53' | Verslag | Yajima 48' | Emirates Club Stadium, Ras al-Khaimah Toeschouwers: 814 Scheidsrechter: Ravshan Irmatov |

### Halve finales
|                        |                                                  |         |             |                                                                                          |
| 14 november 2012 16:00 | Zuid-Korea                                       | 3 – 1   | Oezbekistan | Emirates Club Stadium, Ras al-Khaimah Toeschouwers: 250 Scheidsrechter: Banjar Al-Dosari |
| 14 november 2012 16:00 | Kang Sang-Woo 51', 76' Moon Chang-Jin 61' (pen.) | Verslag | Sergeev 66' | Emirates Club Stadium, Ras al-Khaimah Toeschouwers: 250 Scheidsrechter: Banjar Al-Dosari |

|                        |                               |         |           |                                                                                        |
| 14 november 2012 20:00 | Irak                          | 2 – 0   | Australië | Emirates Club Stadium, Ras al-Khaimah Toeschouwers: 1.350 Scheidsrechter: Liu Kwok Man |
| 14 november 2012 20:00 | Abdul-Raheem 60' Hantoosh 85' | Verslag |           | Emirates Club Stadium, Ras al-Khaimah Toeschouwers: 1.350 Scheidsrechter: Liu Kwok Man |

### Finale
|                        |                                                      |         |                          |                                                                                              |
| 17 november 2012 16:45 | Zuid-Korea                                           | 1 – 1   | Irak                     | Emirates Club Stadium, Ras al-Khaimah Toeschouwers: 5.750 Scheidsrechter: Mohamed Al-Zarouni |
| 17 november 2012 16:45 | Moon Chang-Jin 90+2'                                 | Verslag | Abdul-Raheem 35'         | Emirates Club Stadium, Ras al-Khaimah Toeschouwers: 5.750 Scheidsrechter: Mohamed Al-Zarouni |
| 17 november 2012 16:45 | Strafschoppen                                        |         |                          | Emirates Club Stadium, Ras al-Khaimah Toeschouwers: 5.750 Scheidsrechter: Mohamed Al-Zarouni |
| 17 november 2012 16:45 | Kim Sun-Woo Ryu Seung-woo Shim Sang-Min Woo Joo-Sung | 4 – 1   | Hattab Abdul-Raheem Saif | Emirates Club Stadium, Ras al-Khaimah Toeschouwers: 5.750 Scheidsrechter: Mohamed Al-Zarouni |

1959 · 1960 · 1961 · 1962 · 1963 · 1964 · 1965 · 1966 · 1967 · 1968 · 1969 · 1970 · 1971 · 1972 · 1973 · 1974 · 1975 · 1976 · 1977 · 1978 · 1980 · 1982 · 1985 · 1986 · 1988 · 1990 · 1992 · 1994 · 1996 · 1998 · 2000 · 2002 · 2004 · 2006 · 2008 · 2010 · 2012 · 2014 · 2016 · 2018 · 2023

Jeugdtoernooi AFC mannen: onder 22 · onder 17

Jeugdtoernooi AFC vrouwen: onder 16 · onder 19